# Jérôme Jacquet
Pour les articles homonymes, voir Jacquet.
Pas d'image ? Cliquez ici

a Compétitions nationales et continentales officielles uniquement.

Dernière mise à jour le 6 avril 2020.
Jérôme Jacquet, né le 2 novembre 1987, est un joueur de rugby à XV français qui évolue au poste de centre.